# George Chaworth Musters
George Chaworth Musters (Nàpols, Regne de les Dues Sicílies, febrer de 1841 – Londres, Regne Unit, 25 de gener de 1879), marí, explorador i escriptor anglès nascut accidentalment a Itàlia, especialment conegut per un viatge d'exploració que va fer per l'interior de la Patagònia a mitjans del segle xix, en companyia d'una tribu d'indígenes tehueltxes o patagons.

## Biografia
Fill d'un militar anglès i de la seva esposa, també anglesa, de família relacionada amb la reialesa, es va enrolar en la Reial armada el 1854, i al cap de poc servia en el iot de la reina Victòria. Assignat a la flota anglesa de l'Atlàntic sud, en un viatge a Rio de Janeiro va escalar el turó Pa de Sucre i va col·locar al cim una bandera britànica, que els locals van trigar anys a poder-la retirar.
Poc després va fer un viatge a la Patagònia, on va quedar impressionat pel desconeixement que es tenia de l'interior d'aquest territori; però es va desanimar en ser informat que l'única possibilitat de recórrer-lo era formant part d'una caravana tehuelxe.
Va abandonar posteriorment l'armada per intentar la cria d'ovelles a Uruguai, empresa en la qual va fracassar. Va viatjar el 1869 a les illes Malvines, des d'on va decidir realitzar un recorregut per la Patagònia.
Va arribar a Punta Arenas, a l'estret de Magallanes, l'abril de 1869. No trobant indígenes, es va unir a una partida militar xilena, que partia cap al nord a buscar desertors. Van arribar al magatzem de Luis Piedrabuena a l'illa Pavón, en el riu Santa Cruz, on el seu encarregat va convèncer els indígenes d'acceptar Musters en qualitat d'hoste, assegurant-los que no seria una molèstia per a ells.

### Vida entre els patagons
Durant quatre mesos, el contingent tehueltxe va romandre en el campament de Santa Cruz, temps que Musters va aprofitar per guanyar-se la seva confiança i entrenar-se per a la vida entre els indis.
Finalment, a l'agost la caravana va partir cap al nord. Musters anava en el mateix grup que els personatges més importants: Orkeke i Casimiro Biguá, els més poderosos cacics de la història dels tehueltxes. Van remuntar el riu Chico de Santa Cruz i després van viatjar cap al nord en un recorregut d'abeurador en abeurador –que els tehueltxes meridionals anomenaven aiken– a curta distància de la serralada. Per aquest mateix recorregut, amb diferència de pocs quilòmetres, passa avui la ruta nacional 40.
En el seu recorregut, van passar pels llocs que actualment ocupen les localitats de Perito Moreno, a la província de Santa Cruz; riu Mayo, riu Senguerr, Tecka, llacuna Esguel –a l'est de l'actual Esquel, que porta el seu nom– i El Maitén, a la província de Chubut; i Ñorquincó i Pilcaniyeu (lloc que va citar amb el nom tehueltxe de Geylum) a la Província de Río Negro.
A Geylum va conèixer el cacic maputxe Foyel, segon del gran cacic Sayhueque, que el va convidar a visitar el seu cap. Però els tehueltxes desconfiaven de Sayhueque i portaven algunes setmanes de retard respecte dels seus plans, de manera que van continuar el seu camí cap a l'est, pel traçat de l'actual ruta nacional 23, per Maquinchao i Valcheta.
Quan va arribar a Carmen de Patagones, la travessia havia durat poc més d'un any al llarg de 2.750 quilòmetres. En el seu viatge, havia estat testimoni dels paisatges de la regió, de les seves possibilitats i limitacions econòmiques. També va poder observar la manera de vida dels tehueltxes, incloent la caça d'animals, les petites renyines i problemes que enfrontava cada dia la tribu i l'execució d'un cacic menor que havia atemptat contra la vida d'Orkeke.
Estrictament parlant, es podria presumir que la intenció de Musters en fer aquest viatge era realitzar un primer estudi de les possibilitats econòmiques de la regió, però això no es trasllueix en el relat que va fer del seu viatge, editat a Londres el 1871 amb el nom d'A casa amb els patagons. En les edicions en espanyol sol ser anomenat Vida entre els patagons. En aquest llibre van quedar plasmats costums, curiositats, rituals i un vocabulari tehueltxe; a més, informació sobre la geologia, orografia, hidrografia, la fauna i la flora de l'interior, desconeguts fins a aquest moment.

### Exploracions posteriors
Després del seu retorn a Anglaterra, va fer un viatge d'exploració a l'extrem oest del Canadà. Des d'allà va viatjar a Xile el 1873, intentant una segona travessia de Valdivia a Buenos Aires, però no va aconseguir concretar-la perquè va matar en una baralla diversos indígenes maputxes i va ser capturat pel seu cacic. Durant el consell que havia de decidir sobre la seva vida va repartir begudes alcohòliques, de manera que va aprofitar l'embriaguesa dels seus capturadors per a fugir.
De retorn a Londres, va contreure matrimoni amb una boliviana i va viatjar a Bolívia amb la seva esposa per viure allà i dedicar-se a explorar les muntanyes a la recerca de minerals, però no va tenir èxit. El 1876 va tornar una vegada més a Londres, on va ser nomenat cònsol en la colònia portuguesa de Moçambic.
Quan es disposava a partir cap a aquesta nova destinació, va decidir extirpar-se un abscés. La intervenció quirúrgica li va causar la mort al gener de 1879, als 38 anys.
Una petita localitat de la província de Riu Negre i el llac Musters, a la província del Chubut –que l'explorador no va visitar– porten el nom d'aquest aventurer britànic.